# Rupture épistémologique
La notion de rupture épistémologique, forgée par Gaston Bachelard dans son ouvrage La Formation de l'esprit scientifique, fait référence à un changement fondamental dans la manière dont la connaissance est construite et comprise dans une discipline particulière. La rupture épistémologique suppose un passage radical d'un paradigme à un autre, dans la façon dont les scientifiques abordent, pensent et comprennent un domaine donné.

## Sciences et techniques
Accéder à la science, selon Gaston Bachelard, ce serait accepter de contredire le passé, quand elle se fondait sur « l'expérience première ». La sphère des opinions et des convictions serait alors une barrière qui ne permet pas d'atteindre l'objectivité recherchée par les démarches scientifiques. 
Toujours selon Bachelard : « Le réel n'est jamais « ce qu'on pourrait croire » mais il est toujours ce qu'on aurait dû penser ».
Ce qui devrait conduire à une attitude de vigilance épistémologique : « L'esprit scientifique nous interdit d'avoir une opinion sur des questions que nous ne comprenons pas, sur des questions que nous ne savons pas formuler clairement. »
La psychanalyse aurait, par exemple, opéré une rupture épistémologique avec les conceptions (ou définitions courantes) qui la précédaient.

## Sciences humaines et sociales
Louis Althusser l'utilise également dans les sciences humaines et sociales. Déjà abordée par Émile Durkheim ou Max Weber, la notion de rupture épistémologique se rapproche en cela de la neutralité axiologique évoquée par Weber dans Le Savant et le politique[réf. nécessaire].
Rompre avec l'expérience première pour pouvoir accéder à un fondement solide d'une science[réf. nécessaire], c'est ce que veut souligner Pierre Bourdieu lorsqu'il affirme : « Le fait se conquiert contre l'illusion du savoir immédiat. »
Pierre Bourdieu, Jean-Claude Passeron et Jean-Claude Chamboredon donnent un exemple de la rupture nécessaire avec les « notions communes » pour approcher d'une vraie science (et dans ce cas de « statistiques exactes ») avec ce qui fut appelé le « cas du soldat américain » (un ensemble de présupposés au sujet de l'intégration des hommes dans la vie militaire durant la seconde guerre mondiale qui furent tous contredits de manière flagrante par les résultats réels). Les quatre « notions communes » de l'époque qui furent démenties par les faits étaient :
1. les intellectuels sont sujets à des déséquilibres psychologiques plus fréquents ou plus importants que les personnes ayant un faible niveau d'instruction ;
2. dans l'armée, les personnes qui vivaient à la campagne ont un meilleur moral que celles qui vivaient en ville, car elles sont habituées à une vie plus dure ;
3. les soldats du sud des États-Unis endurent plus facilement les grosses chaleurs et seront plus résistants dans les îles du Pacifique ;
4. par manque d’ambition, les Noirs deviennent moins souvent sous-officiers que les Blancs.